# Cosanga
Cosanga ist eine Ortschaft und eine Parroquia rural im Kanton Quijos der ecuadorianischen Provinz Napo. Die Parroquia besitzt eine Fläche von 401,2 km². Die Einwohnerzahl lag im Jahr 2010 bei 505. Die Parroquia Cosanga wurde am 10. März 1961 gegründet. Neben dem Hauptort (cabecera parroquial) gibt es folgende Sektoren: Las Caucheras, El Aliso, San Isidro, Guacamayos, Vinillos, Chontas, Logmaplaya, Arenillas, Las Palmas und Santa Lucía de Bermejo.

## Lage
Der 1930 m hoch gelegene Ort Cosanga liegt knapp 13 km südlich vom Kantonshauptort Baeza sowie 47 km nördlich der Provinzhauptstadt Tena an der Fernstraße E20 (Quito–Puerto Francisco de Orellana), die zugleich Teilstück der E45 (Tena–Nueva Loja) ist. Die Parroquia liegt an der Ostflanke der Cordillera Real. Die Längsausdehnung in Ost-West-Richtung beträgt etwa 42 km, in Nord-Süd-Richtung 16 km. Der Río Cosanga fließt anfangs entlang der südlichen Verwaltungsgrenze nach Osten und biegt anschließend nach Norden ab. Er passiert den Hauptort Cosanga und nimmt später, an der nördlichen Verwaltungsgrenze, den Río Bermejo von links auf. Dieser verläuft entlang der nördlichen Grenze. Im Nordwesten wird die Parroquia vom Oberlauf des Río Coca (Río Quijos) begrenzt. Weiter nordwestlich erhebt sich der Vulkan Antisana.
Die Parroquia Cosanga grenzt im Nordosten an die Parroquia Sumaco, im Westen und im Süden an die Parroquia Cotundo (Kanton Archidona) sowie im Norden an die Parroquias Cuyuja und Baeza.

## Ökologie
Der westliche und der zentrale Teil der Parroquia liegen innerhalb des Nationalparks Antisana.